# نویهوزل
نویهوزل (به آلمانی: Neuhäusel) یک شهر در آلمان است که در وستروالدکرایس واقع شده‌است. نویهوزل ۲٬۰۳۶ نفر جمعیت دارد.